# Наг-Хаммади
Наг-Хамма́ди (араб. نجع حمادي ) — город провинции Кена в Республике Египет. Население – 39737 жителей (2006). Общая численность населения района с центром в Наг-Хаммади составляет около 250 000 человек. Расположен в долине реки Нил, в 50 км к западу от Кены и на расстоянии 60 км северо-запада от Луксора. Основная занятость населения связана с сельским хозяйством; специализация — выращивание сахарного тростника. Промышленность представлена производством сахара и алюминия.
Наг-Хаммади был основан Махмудом Пашой Хаммади, выходцем из Сохага, крупным землевладельцем и борцом с британской оккупацией Египта для своих соотечественников, вынужденных переселиться из Сохага под давлением британских властей.

## Библиотека Наг-Хаммади
Больше всего Наг-Хаммади известен тем, что здесь в декабре 1945 местные крестьяне обнаружили запечатанный глиняный кувшин с тринадцатью древними папирусами в кожаном переплёте и отдельными страницами из другой книги. Крестьяне случайно уничтожили две книги, полностью одну и наполовину другую; до наших дней сохранилось десять рукописей (одна без обложки).
Свитки датируются II веком н.э.,содержат тексты гностического христианства в позднем его варианте. Предположено, что кодексы принадлежали монахам первого христианского монастыря святого Пахомия; на это указывают письма сподвижников Пахомия, использованные для изготовления обложек рукописей.

## Экономика
- Алюминиевый завод мощностью 160 тысяч тонн.